# Spintharidius
Spintharidius is een geslacht van spinnen uit de  familie van de wielwebspinnen (Araneidae).

## Soorten
- Spintharidius rhomboidalis Simon, 1893
- Spintharidius viridis Franganillo, 1926